# Issam Zahreddine
Issam Jadʿan Zahreddine (in arabo عصام جدعان زهر الدين‎?, ʿIṣṣām Jadʿān Zahr al-Dīn; Tarba, 9 settembre 1961 – Deir el-Zor, 18 ottobre 2017) è stato un generale siriano.

## Biografia
Nato nel 1961 a Tarba, nel governatorato di As-Suwayda, era un membro della comunità religiosa dei drusi siriani. Membro di una famiglia di tradizioni militari fu chiamato a prestare il servizio militare obbligatorio nel 1980 nella Milizia Popolare del Partito Ba'th Siriano, nel 1982 viene arruolato tra le Forze Speciali dei Paracadutisti dell'Aeronautica. Nel 1987 ha prestato servizio come ufficiale delle unità di Fanteria Meccanizzata della Guardia Repubblicana.
Dopo lo scoppio della guerra, divenne tra i più influenti membri della comunità drusa siriana e guidò numerose azioni nel governatorato di Homs, divenendo dal 2013 Maggior generale della Guardia repubblicana siriana. Zahreddine ha giocato un ruolo fondamentale all'interno della Guerra civile siriana, comandando l'Esercito Arabo Siriano su diversi fronti del conflitto. Ha comandato la 104ª Brigata della Guardia Repubblicana di stanza a Deir el-Zor, dove si è distinto per aver respinto diversi attacchi dell'ISIS durante i tre anni di assedio a cui è stata sottoposta la città.
Il 18 ottobre 2017, quando la battaglia a Deir el-Zor era quasi terminata, il maggior generale Issam Zahreddine è morto all'età di 56 anni in seguito all'esplosione di una mina, durante i combattimenti per la conquista dell'isola di Saqr, a sud-est della città, che vedevano fronteggiarsi l'Esercito Arabo Siriano e l'ISIS ormai in rotta.